# Герб Аландских островов
Герб Аландских островов представляет собой изображение золотого оленя на синем поле. Он традиционно увенчан графской короной старого шведского стиля.
Герб Аландских островов с золотым оленем на синем поле в 1560 году изначально принадлежал сходно звучащей островной провинции Эланд (ˈøːland) (Сравни Аландские острова — ˈoːland).
В 1569 году Аланды были переданы шведской вдовствующей королеве Катарине Стенбок в феодальное владение и были награждены гербом провинции, изображающим двух косуль на поле, усеянном девятью розами. Гербы этих двух одинаково звучащих шведских провинций  с самого начала путали, и в 1880-е годы герб Эланд был описан как "две косули с девятью розами". В 1809 году Швеция уступила России значительную часть своей восточной территории, в том числе Аландские острова, которая стала Великим Княжеством Финляндским, но геральдическая ошибка с перестановкой не была обнаружена до 1940-х годов.
В ходе геральдического пересмотра в 1944 году Шведское национальное бюро по геральдике обнаружило совершённую ошибку. Геральдические власти Финляндии были уведомлены об ошибке, но в конечном итоге решили не вносить никаких изменений и не принять герб, первоначально предназначенный для Аландских островов (с двумя косулями и девятью финскими розами), так как они уже давно использовали герб Аландов, взятый у Эланда. Это решение вынудило шведских геральдистов еще раз изменить герб Эланда, чтобы избежать дальнейшей путаницы. Тогда же в 1944 году было решено, что олень Эланда должен иметь красный ошейник, чтобы отличить его от герба, впервые выданного Эланду, но теперь принадлавшего Аландам.

## Галерея

Герб, предоставленный Эланду в 1560 году и используемый там до 1569 года, до передачи Аландским островам, впоследствии используемый там до сегодняшнего дня
Герб, предназначенный для Аландских островов в XVI веке, но вместо того, используемый Эландом (официально 1880-е-1944, но использовался и ранее)
Герб, предоставленный Эланду в 1944 году, с красным ошейником, для его отличия от герба Аландских островов